# フィシーフ

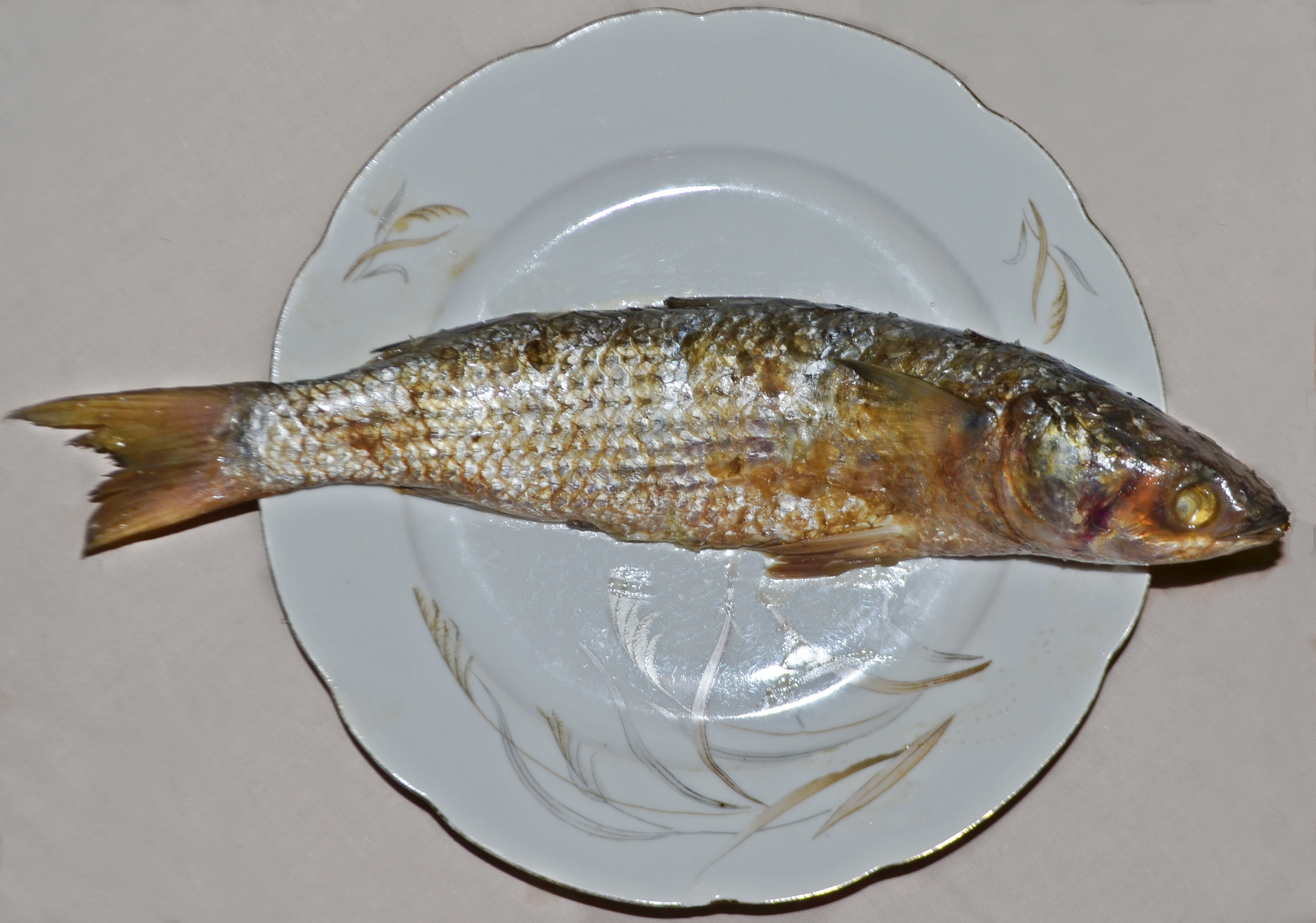
ディスークのフィシーフ

フィシーフ（ アラビア語エジプト方言: فسيخ fisīḵ  発音 [fɪˈsiːx]  ）は、お祝いで食される伝統的なコプト料理である。地中海と紅海の両方に生息する灰色のボラを乾燥、塩漬け、発酵させたものである。フィシーフは、エジプトの古代からの春の祭典であるシャンム・ナシームの最中に食べられる。

## 準備
フェシーフを準備する伝統的なプロセスでは、天日で魚を乾燥させてから塩で保存する。このプロセスは非常に複雑で、特定の家族で父親から息子に伝承される。エジプトではこの職業はファサカニという特別な名前で呼ばれる。エジプト西部では白身魚を代替として使った。

## 危険
毎年、地元の人々がこの伝統的な漬物を食べるシャム・ナシームの期間中、誤って準備されたフェシーフによる食中毒の報告が、エジプトの定期刊行物に掲載される 。 
2012年4月、 カナダ食品検査局は、トロントの店舗で販売された丸ごとのボラのフェシーフ、油付けの切り身のボラのフェシーク、丸ごとのニシンのフェシーフのリコールを発表した。ボツリヌス菌に汚染された可能性のある製品の消費に関連する3つの症例が報告された。   